# Poľana (hora)
Poľana (1458 m n. m.) je nejvyšší hora stejnojmenného pohoří (součást Slovenského rudohoří). Nachází se asi 7 km severoseverozápadně od města Hriňová v okrese Detva (Banskobystrický kraj). Na jihozápadě je sedlem Priehybina oddělena od vrcholu Predná Poľana (1367 m), na severovýchodě z ní vybíhá zalesněný hřeben směrem k vrcholu Kopce (1334 m).

## Přístup
- po červené  značce od hotelu Poľana nebo z druhé strany z vrcholu Kopce
- po modré  značce od osady Kyslinky